# Munemura Munedzsi
Munemura Munedzsi (宗村 宗二 ; Hepburn: Munemura Muneji; 1943. október 1. –) olimpiai bajnok japán birkózó. Az 1965. és 1966. évi birkózó-világbajnokságon negyedik helyezett volt. Az 1968. évi nyári olimpiai játékokon kötöttfogású birkózásban könnyűsúlyban aranyérmet szerzett.

## Pályafutása

### Olimpiai szereplése
| Versenyző         | Versenyszám | 1. forduló                      | 2. forduló                           | 3. forduló                     | 4. forduló              | 5. forduló                 | 6. forduló                        | 7. forduló                    | Döntő                                                                                                 | Helyezés |
| Versenyző         | Versenyszám | Ellenfél Eredmény               | Ellenfél Eredmény                    | Ellenfél Eredmény              | Ellenfél Eredmény       | Ellenfél Eredmény          | Ellenfél Eredmény                 | Ellenfél Eredmény             | Ellenfél Eredmény                                                                                     | Helyezés |
| ----------------- | ----------- | ------------------------------- | ------------------------------------ | ------------------------------ | ----------------------- | -------------------------- | --------------------------------- | ----------------------------- | --- | -------- |
| Munemura Munedzsi | 70 kg       | Piero Bellotti (ITA) · kizárták | Carlos Alberto Vario (ARG) · 0.5-3.5 | Guy Marchand (FRA) · kétvállas | Steer Antal (HUN) · 1-3 | Eero Tapio (FIN) · 2.5-2.5 | Pétrosz Galaktópulosz (GRE) · 1-3 | Stevan Horvat (YUG) · 2.5-2.5 | Hozott eredmény · Pétrosz Galaktópulosz (GRE) · 1-3 · Hozott eredmény · Stevan Horvat (YUG) · 2.5-2.5 |          |